# Scorpiops rufus
Espèce
Scorpiops rufus est une espèce de scorpions de la famille des Scorpiopidae.

## Distribution
Cette espèce est endémique du Tibet en Chine. Elle se rencontre vers Shigatsé.

## Description
Le mâle holotype mesure 55,6 mm et la femelle paratype 60,8 mm.

## Systématique et taxinomie
Cette espèce a été décrite par Lv et Di en 2023.

## Publication originale
- Lv & Di, 2023 : « A new species of the genus Scorpiops Peters, 1861 from Xizang, China (Scorpiones: Scorpiopidae). » Arthropoda Selecta, vol. 32, no 3, p. 323-332.